# Shizuto Masunaga
Shizuto Masunaga (Kure, 1925 – 7 luglio 1981) è stato uno psicologo giapponese, laureato in psicologia e filosofia all'Università di Kyōto, fu uno studioso di medicina tradizionale cinese e giapponese.
Allievo di Namikoshi Sensei, insegna per una decina d'anni psicologia clinica alla Nippon Shiatsu School di Tokyo, successivamente si distacca da Namikoshi fondando lo Iokai Shiatsu Center. Questa scuola ha avuto, negli anni '70 e '80, maggiore diffusione in Europa piuttosto che in Giappone.
Shizuto Masunaga è deceduto a 58 anni a causa di un cancro colorettale.

## Lo stile Shiatsu Masunaga
Masunaga ha sviluppato, integrandolo con le conoscenze della fisiologia Occidentale, un suo personale sistema di Shiatsu chiamato Zen Shiatsu i cui contenuti sono oggi considerati di fondamentale importanza nell'economia di questa disciplina; le principali novità introdotte da Masunaga, rispetto allo shiatsu ancora legato alla MTC (medicina tradizionale cinese) riguardano:
- la focalizzazione dell'energia: ogni osservatore influisce con la sua energia nel fenomeno che sta osservando: ovvero portando l'energia sulla zona interessata l'energia si attiva: l'immagine crea il movimento, il movimento crea l'energia;
- la prima dualità cioè mano madre e mano figlia che stimolano rispettivamente le funzioni protopatiche (primo sentire) ed epicritiche (capacità di selezionare, cioè quando stimolo una parte del corpo tutto il corpo risponde);
- la centralità di Hara: i meridiani partono tutti da Hara che è il centro dell'energia e la distribuisce in tutto il corpo (questo punto non nega i concetti di Yin e Yang in quanto la direzione dei meridiani continua a esserci ma semplicemente non se ne tiene conto);
- estensione dei meridiani: i meridiani non sono più localizzati in un singolo arto, ma percorrono tutto il corpo;
- il meridiano ha un suo percorso reale, non fittizio in quanto legato alla posizione degli Tsubo;
- una nuova visione di Kyo e Jitsu che vengono considerati complementari (in MTC erano trattati autonomamente);
- caratteristiche della pressione (costante, progressiva, sostenuta, focalizzata e perpendicolare);
- ciclo dell'ameba e movimento del KI
- Zone di diagnosi sulla schiena.

## Opere tradotte in italiano

### 1979
- Shizuto Masunaga e Ohashi Wataru, Zen Shiatsu - La terapia Shiatsu secondo i principi dello Zen, Edizioni Mediterranee, 1979

### 2002
- Shizuto Masunaga, Esercizi Zen per Immagini, Edizioni Mediterranee, 2002

### 2012
- Shizuto Masunaga, Racconti di 100 Trattamenti, Shiatsu Milano Editore, 2012

### 2014
- Shizuto Masunaga, "Manuali di Shiatsu" - 1°, 2°, 3° e 4° mese, Shiatsu Milano Editore (2014-16)

### 2017
- Shizuto Masunaga, "Mappa dei meridiani stile Iokai", Shiatsu Milano Editore (2017)

### 2020
- Shizuto Masunaga, "Keiraku to Shiatsu - Shiatsu e medicina orientale” volume 1 e 2, Shiatsu Milano Editore (2020-23)